# Mihajlo Č. Stefanović
Prof. dr Mihajlo Č. Stefanović (Niš, FNRJ, 5. okotobar 1947) je redovni profesor Univerziteta u Nišu i naučnik iz oblasti Teorije Telekomunikacija.
Za vreme školovanja u osnovnoj i srednjoj školi, učestvovao je na Republičkim i Saveznim takmičenjima iz matematike, kao i na Međunarodnoj matematičkoj olimpijadi 1966. godine. Nakon završene srednje škole 1966. godine upisao je Tehnički fakultet u Nišu, odsek za Elektroniku. Diplomski rad “Preslušavanje na kablovima” odbranio je 1971. godine. Tokom studija više puta je nagrađivan za postignute izuzetne rezultate. Posle završenih studija, upisao je magistarske studije, školske 1971/72. na Elektronskom fakultetu u Nišu iz oblasti Telekomunikacija. Magistarski rad “Verovatnoća greške pri detekciji digitalno fazno modulisanih signala u prisustvu šuma i smetnje” odbranio je 1976. godine na Elektronskom fakultetu u Nišu. Doktorsku disertaciju pod naslovom “Uticaj nesavršene ekstrakcije referentnog nosioca i međukanalne interference na DCPSK prijemnik” odbranio je juna.1979. godine. Izradom disertacije rukovodio je prof. G. Lukatela.
Na Elektronskom fakultetu u Nišu prošao je sva zvanja od asistenta 1971. godine pri Katedri za telekomunikacije, do redovnog profesora 1990. godine. U više mandata bio je šef Katedre za telekomunikacije. U toku ovog perioda bio je angažovana na izvođenju nastave iz više predmeta na osnovnim i postdiplomskim studijama: Osnovi telekomunikacija, Teorija telekomunikacija, Telekomunikacione mreže, Telekomunikacije, Digitalne telekomunikacije, Prenos podataka, Optičke telekomunikacije, Satelitske telekomunikacije, Šumovi i smetnje, Detekcija signala iz šuma, Radarski sistemi, Komutacioni sistemi, Teorija Informacija,....Takođe je držao nastavu iz više predmeta na Tehničkom fakultetu u Čačku, Elektrohničkom fakultetu u Prištini, a potom u Kosovskoj Mitrovici i Državnom univerzitetu u Novom Pazaru, kao i na postdiplomskim studijama na Elektrotehničkom fakultetu u Beogradu i Elektrotehničkom fakultetu u Sarajevu. 
Prof. dr Mihajlo Stefanović nosilac je Povelje Elektronskog fakulteta u Nišu za postignute izvanredne rezultate u nastavi i nauci.
Bio je član Komisija za odbranu diplomskih radova, magistarskih teza i doktorskih disertacija kako na Elektronskom fakultetu, tako i na drugim fakultetima u zemlji. Pod mentorstvom prof. dr Mihajla Stefanovića magistarsku tezu je odbranilo oko 30 kandidata, a doktorsku disertaciju njih 20.
Profesor Stefanović je učestvovao i učestvuje u realizaciji velikog broja  projekata Ministarstva za nauku i tehnologiju Republike Srbije. 
U saradnji sa drugim autorima, napisao je oko 600 naučno-istraživačkih radova od kojih je oko 160 štampano u medjunarodnim časopisima, od toga preko 100 u časopisima sa SCI liste, 41 u domaćim časopisima, 193 je referisano na međunarodnim simpozijumima i konferencijama i štampano u zbornicima radova tih konferencija, dok su 203 referisana na stručnim konferencijama u našoj zemlji i štampani u odgovarajućim zbornicima radova. Kao autor/koautor napisao je 4 monografije, jedan udžbenik i 3 zbirke zadataka. Recenzent je tri zbirke, nekoliko monografija, te jednog udžbenika drugih autora. Član je redakcija nekoliko domaćih časopisa, kao i recenzent radova u nekoliko eminentnih međunarodnih naučnih časopisa iz oblasti Telekomunikacija.